# Монфортинью
Монфортинью (порт. Monfortinho) — район (фрегезия) в Португалии, входит в округ Каштелу-Бранку. Является составной частью муниципалитета Иданья-а-Нова. По старому административному делению входил в провинцию Бейра-Байша. Входит в экономико-статистический субрегион Бейра-Интериор-Сул, который входит в Центральный регион. Население составляет 608 человек на 2001 год. Занимает площадь 53,18 км².